# Nuevo Tango Ensamble
Nuevo Tango Ensamble (1999 – obecnie) czyli włoskie Tango Jazz Trio: Pasquale Stafano (fortepian), Gianni Iorio (bandoneon), Alessandro Terlizzi (kontrabas).
Nuevo Tango Ensamble zostało założone w 1999 roku przez Pasquale Stafano oraz Gianni Iorio. Ich projekt A Night for Astor, oparty na interpretacji muzyki argentyńskiego kompozytora Astora Piazzolli, zyskał uznanie europejskich krytyków. Trio w swojej twórczości przeplata tradycyjny sposób wykonania kompozycji, z solowymi aranżacjami na konkretne instrumenty. Współpracuje też ze znanymi muzykami jazzowymi, jak choćby Javierem Girotto (saksofon) i Gabrielem Mirabassim (klarnet).
W 2001 Nuevo Tango Ensamble nagrało płytę Astor’s Mood, a w 2005 A Night in Vienna for Astor Piazzolla – album, nagrany w wiedeńskim klubie Porgy and Bess. We wrześniu 2008 został wydany kolejny album Tango Mediterraneo, na którym gościnnie wystąpił wspomniany już Gabriele Mirabassi.
Nuevo Tango Ensamble występowało na wielu prestiżowych festiwalach i w klubach jazzowych, również i w Polsce, m.in. podczas XIII Festiwalu Jazzu na Starówce (Warszawa 2007) oraz XIII Letniego Festiwalu Jazzowego w Piwnicy pod Baranami (Kraków 2008).